# Wilhelm Butz (Artist)
Wilhelm Butz (* 1918; † 1978) war ein deutscher Konzert- und Gastspielunternehmer.

## Werdegang
Butz war Leiter der Münchner Artistentruppe Zugspitzartisten. Mit einem Hochseilprogramm traten die Artisten weltweit auf. Die Erlöse aus den Veranstaltungen kamen weitgehend sozialen Zwecken zugute.   

## Ehrungen
- 1957: Verdienstmedaille des Verdienstordens der Bundesrepublik Deutschland